# 1268
Il 1268 (MCCLXVIII in numeri romani) è un anno bisestile del XIII secolo.

## Eventi
- 12 febbraio - Nella Battaglia di Rakovor le truppe di Novgorod e Pskov sconfiggono i Cavalieri portaspada.
- 23 agosto - Battaglia di Tagliacozzo tra Carlo I d'Angiò e Corradino di Svevia.
- 29 ottobre - Viene decapitato a Napoli Corradino di Svevia; si conclude definitivamente la vicenda degli Hohenstaufen nell'Italia meridionale
- viene consacrata l'Abbazia di San Galgano
- Andrea da Grosseto traduce i Trattati di Albertano da Brescia dal latino al volgare

## Nati
- Alessandro Bonino, teologo e religioso italiano († 1314)
- Chiara da Montefalco, religiosa italiana († 1308)
- Eirik II di Norvegia, sovrano norvegese († 1299)
- Beatrice d'Este, nobildonna italiana († 1334)
- Filippo IV di Francia, re francese († 1314)
- Luigi I Gonzaga († 1360)
- Keizan Jōkin, monaco buddhista e maestro zen giapponese († 1325)
- Mahaut d'Artois, contessa († 1329)
- Andrea di Antiochia, religioso normanno († 1360)
- Andrea di Slavonia, nobile ungherese

## Morti
- 12 gennaio - Gissur Þorvaldsson, condottiero islandese (n. 1208)
- 8 maggio - Tommaso Arcidiacono, storico dalmata
- 16 maggio - Pietro II di Savoia, conte (n. 1203)
- 13 giugno - Abū Shāma, storico arabo (n. 1203)
- 7 luglio - Renier Zen, doge
- 11 luglio - Benedetto d'Alignan, vescovo cattolico francese
- 24 luglio - Martino da Parma, vescovo cattolico italiano
- 11 agosto - Agnese di Faucigny, nobildonna francese
- 29 agosto - Beatrice di Nazareth, monaca cristiana e scrittrice fiamminga (n. 1200)
- 29 ottobre - Corradino di Svevia, sovrano (n. 1252)
- 29 ottobre - Federico I di Baden-Baden, nobile tedesco (n. 1249)
- 29 ottobre - Galvano Lancia, nobile, condottiero e politico italiano
- 29 ottobre - Gherardo della Gherardesca, politico e militare italiano (n. 1198)
- 17 novembre - Salomea di Polonia, nobile e religiosa polacca (n. 1211)
- 22 novembre - Bernard Bruce, nobile scozzese
- 29 novembre - Papa Clemente IV, papa, arcivescovo cattolico e cardinale francese
- 3 dicembre - Manfredo Roberti, vescovo cattolico italiano
- 9 dicembre - Vaišvilkas, sovrano lituano
- 22 dicembre - Ronald Guternbach, politico e scrittore tedesco (n. 1194)
- Giovanni di Borgogna-Borbone, conte (n. 1231)
- Henri de Cousances, generale e politico francese
- Irene Doukaina Laskarina, imperatrice bulgara
- Ugo di Carpegna, nobile italiano
- John de Balliol, nobile inglese
- Henry de Hastings, nobile inglese
- Giacomo del Carretto, nobile italiano (n. 1215)

## Calendario
| Calendario 1268 | Calendario 1268 | Calendario 1268 | Calendario 1268 | Calendario 1268 | Calendario 1268 | Calendario 1268 | Calendario 1268 | Calendario 1268 | Calendario 1268 | Calendario 1268 | Calendario 1268 | Calendario 1268 | Calendario 1268 | Calendario 1268 | Calendario 1268 | Calendario 1268 | Calendario 1268 | Calendario 1268 | Calendario 1268 | Calendario 1268 | Calendario 1268 | Calendario 1268 | Calendario 1268 | Calendario 1268 | Calendario 1268 | Calendario 1268 | Calendario 1268 | Calendario 1268 | Calendario 1268 | Calendario 1268 | Calendario 1268 | Calendario 1268 |
| --------------- | --------------- | --------------- | --------------- | --------------- | --------------- | --------------- | --------------- | --------------- | --------------- | --------------- | --------------- | --------------- | --------------- | --------------- | --------------- | --------------- | --------------- | --------------- | --------------- | --------------- | --------------- | --------------- | --------------- | --------------- | --------------- | --------------- | --------------- | --------------- | --------------- | --------------- | --------------- | --------------- |
|                 | 1               | 2               | 3               | 4               | 5               | 6               | 7               | 8               | 9               | 10              | 11              | 12              | 13              | 14              | 15              | 16              | 17              | 18              | 19              | 20              | 21              | 22              | 23              | 24              | 25              | 26              | 27              | 28              | 29              | 30              | 31              |                 |
| Gennaio         | Do              | Lu              | Ma              | Me              | Gi              | Ve              | Sa              | Do              | Lu              | Ma              | Me              | Gi              | Ve              | Sa              | Do              | Lu              | Ma              | Me              | Gi              | Ve              | Sa              | Do              | Lu              | Ma              | Me              | Gi              | Ve              | Sa              | Do              | Lu              | Ma              |                 |
| Febbraio        | Me              | Gi              | Ve              | Sa              | Do              | Lu              | Ma              | Me              | Gi              | Ve              | Sa              | Do              | Lu              | Ma              | Me              | Gi              | Ve              | Sa              | Do              | Lu              | Ma              | Me              | Gi              | Ve              | Sa              | Do              | Lu              | Ma              | Me              |                 |                 |                 |
| Marzo           | Gi              | Ve              | Sa              | Do              | Lu              | Ma              | Me              | Gi              | Ve              | Sa              | Do              | Lu              | Ma              | Me              | Gi              | Ve              | Sa              | Do              | Lu              | Ma              | Me              | Gi              | Ve              | Sa              | Do              | Lu              | Ma              | Me              | Gi              | Ve              | Sa              |                 |
| Aprile          | Do              | Lu              | Ma              | Me              | Gi              | Ve              | Sa              | Do              | Lu              | Ma              | Me              | Gi              | Ve              | Sa              | Do              | Lu              | Ma              | Me              | Gi              | Ve              | Sa              | Do              | Lu              | Ma              | Me              | Gi              | Ve              | Sa              | Do              | Lu              |                 |                 |
| Maggio          | Ma              | Me              | Gi              | Ve              | Sa              | Do              | Lu              | Ma              | Me              | Gi              | Ve              | Sa              | Do              | Lu              | Ma              | Me              | Gi              | Ve              | Sa              | Do              | Lu              | Ma              | Me              | Gi              | Ve              | Sa              | Do              | Lu              | Ma              | Me              | Gi              |                 |
| Giugno          | Ve              | Sa              | Do              | Lu              | Ma              | Me              | Gi              | Ve              | Sa              | Do              | Lu              | Ma              | Me              | Gi              | Ve              | Sa              | Do              | Lu              | Ma              | Me              | Gi              | Ve              | Sa              | Do              | Lu              | Ma              | Me              | Gi              | Ve              | Sa              |                 |                 |
| Luglio          | Do              | Lu              | Ma              | Me              | Gi              | Ve              | Sa              | Do              | Lu              | Ma              | Me              | Gi              | Ve              | Sa              | Do              | Lu              | Ma              | Me              | Gi              | Ve              | Sa              | Do              | Lu              | Ma              | Me              | Gi              | Ve              | Sa              | Do              | Lu              | Ma              |                 |
| Agosto          | Me              | Gi              | Ve              | Sa              | Do              | Lu              | Ma              | Me              | Gi              | Ve              | Sa              | Do              | Lu              | Ma              | Me              | Gi              | Ve              | Sa              | Do              | Lu              | Ma              | Me              | Gi              | Ve              | Sa              | Do              | Lu              | Ma              | Me              | Gi              | Ve              |                 |
| Settembre       | Sa              | Do              | Lu              | Ma              | Me              | Gi              | Ve              | Sa              | Do              | Lu              | Ma              | Me              | Gi              | Ve              | Sa              | Do              | Lu              | Ma              | Me              | Gi              | Ve              | Sa              | Do              | Lu              | Ma              | Me              | Gi              | Ve              | Sa              | Do              |                 |                 |
| Ottobre         | Lu              | Ma              | Me              | Gi              | Ve              | Sa              | Do              | Lu              | Ma              | Me              | Gi              | Ve              | Sa              | Do              | Lu              | Ma              | Me              | Gi              | Ve              | Sa              | Do              | Lu              | Ma              | Me              | Gi              | Ve              | Sa              | Do              | Lu              | Ma              | Me              |                 |
| Novembre        | Gi              | Ve              | Sa              | Do              | Lu              | Ma              | Me              | Gi              | Ve              | Sa              | Do              | Lu              | Ma              | Me              | Gi              | Ve              | Sa              | Do              | Lu              | Ma              | Me              | Gi              | Ve              | Sa              | Do              | Lu              | Ma              | Me              | Gi              | Ve              |                 |                 |
| Dicembre        | Sa              | Do              | Lu              | Ma              | Me              | Gi              | Ve              | Sa              | Do              | Lu              | Ma              | Me              | Gi              | Ve              | Sa              | Do              | Lu              | Ma              | Me              | Gi              | Ve              | Sa              | Do              | Lu              | Ma              | Me              | Gi              | Ve              | Sa              | Do              | Lu              |                 |